# Donald Lynch
Donald Walton Lynch (* 4. Dezember 1915 in Fort Benton; † 4. Dezember 2007 in Riverside) war ein US-amerikanischer Agrarwissenschaftler, der sich auf die Ponderosa-Kiefer spezialisiert hatte.

## Leben
Donald Lynch war der Sohn von Austin Eugene Lynch (1884–1961) und dessen Frau Maud Mable (geborene Sullivan, 1889–1968) und wuchs auf einer Farm im Nordwesten der Vereinigten Staaten auf.
Im Zweiten Weltkrieg diente er zuletzt als Lieutenant bei der US Navy. 1945 heiratete er Edwina Sundholm (1919–2004). Sie hatten sich während ihrer Studienzeit an der Duke University im US-Bundesstaat North Carolina kennengelernt. Ein gemeinsamer Sohn ist der Regisseur David Lynch. Donald Lynch arbeitete für das Landwirtschaftsministerium der Vereinigten Staaten.
Donald Lynchs Grab befindet sich auf dem Riverside National Cemetery.

## Veröffentlichungen
- Diameter growth of young ponderosa pine trees in the Inland Empire / Intermountain Forest and Range Experiment Station (Ogden, Utah), Ogden, Utah :Intermountain Forest and Range Experiment Station, 1958
- Effects of a wildfire on mortality and growth of young ponderosa pine trees, Intermountain Forest and Range Experiment Station (Ogden, Utah), Ogden, Utah :Intermountain Forest and Range Experiment Station, 1959
- Effects of stocking on site measurement and yield of second-growth ponderosa pine in the inland empire, Ogden, Utah :Intermountain Forest and Range Experiment Station, 1958
- Growth of ponderosa pine on best sites, Northern Rocky Mountain Forest and Range Experiment Station (Missoula, Mont.), Missoula, Mont. :Northern Rocky Mountain Forest and Range Experiment Station, 1953
- Logging damage increases under heavy cutting of second-growth ponderosa pine, Missoula, Mont. :Northern Rocky Mountain Forest and Range Experiment Station, 1953
- zusammen mit  Chapman, Roy Albert: Sampling in tree measurement sales on northern region national forests, Missoula, Mont. :Northern Rocky Mountain Forest & Range Experiment Station, 1951
- Truck load sample scaling to adjust company scale, Intermountain Forest and Range Experiment Station (Ogden, Utah), Ogden, Utah :Intermountain Forest and Range Experiment Station, 1957.